# Mondoñedo
Mondoñedo er en by og kommune i det nordvestlige Spanien i provinsen Lugo. Den har et indbyggertal på 3.352 (2024) indbyggere.